# Just Cause 3
Just Cause 3 är ett actionäventyrsspel av open world-typ som utvecklades av svenska Avalanche Studios och publicerades av Square Enix. Planerna på att spelet skulle släppas offentliggjordes den 11 november 2014. Det är det tredje spelet i Just Cause-serien och är uppföljaren till spelet Just Cause 2 från år 2010. Just Cause 3 släpptes den 1 december 2015 för plattformarna Microsoft Windows, Playstation 4 och Xbox One.